# Bratrstvo (knižní série)
Bratrstvo je fantasy knižní série autora Johna Flanagana vycházející od roku 2011. Děj se odehrává ve fiktivním světě připomínajícím středověkou Evropu, do kterého je zasazena i další Flanaganova série Hraničářův učeň. V některých dílech se vyskytují postavy z Hraničáře.

## Děj
Děj série Bratrstvo je zasazen do Skandie, drsné země námořníků a bojovníků. Hlavní hrdinou série je šestnáctiletý Hal Mikkelson a jeho přátelé Volavky, Stig, Ingvar, Lydia, Stefan, Jesper, Ulf, Wulf, Thorn a Edvin, kteří se stali bratrstvem spíše náhodou, ale nejednou čtenáře překvapí, že družstvo, které se zdá na první pohled slabé a zranitelné, dokáže nevídané věci a umí se semknout a být věrné své věci a hlavně svému národu.
Všechny knihy popisují život ve Skandii a dobrodružství mladých Skandijců, kteří se v některých z dílů dostanou daleko za břehy Skandie a zvládnou i to, co by nemuseli zvládnout jejich starší krajané.

## Díly
- Vyděděnci
- Nájezdníci
- Lovci
- Otroci ze Sokora
- Hora Štírů
- Umrlčí tváře
- Kaldera
- Návrat Temudžajů
- Pronásledování

## Místa

### Skandie
Skandijská země je království, kde vládne oberjarl Erak. Skandijci jsou vynikající námořníci a jejich obživa je spjata s loděmi a takzvaným "přemisťováním" věcí. Hlavním městem je přístavní město Hallasholm ve kterém sídlí většina významných osob, včetně oberjarla.

### Volavka
Halova loď, ke které přišel vlastně náhodou, díky tomu, jak byl šikovný ho u sebe zaměstnal loďař Anders. Na Volavce pracovali spolu a byla to loď na objednávku Guntera Měsíčního Stopaře, který náhle zemře. Anders neměl pro Volavku kupce. Hal ji od něj koupil za všechny ušetřené peníze vydělané právě v loděnici.
Volavka je výjimečnou lodí díky převratnému uspořádání plachet. Hal pro Volavku navrhl trojúhelníkovou plachtu ve tvaru podobném ptačímu křídlu. Namísto obvyklého příčného ráhna použil dlouhé ohebné ráhno připevněné k lodní přídi. Díky tomuto uspořádání se mohla Volavka postavit proti větru ostřeji než lodě s tradiční čtvercovou plachtou, aniž by zplihla nebo ztratila tvar. Tyto plachty byly na lodi dvě, jedna na pravé a druhá na levé straně, aby bylo možné vytahovat plachty podle toho, z jaké strany fouká vítr.

## Postavy

### Skandijci
- Hal Mikelson – vůdce bratrstva Volavek, skirl - kapitán lodi
- Stig Olafson – bojovník, přítel Hala, první důstojník Volavek
- Stefan – skvělý imitátor hlasů, člen Volavek
- Jesper – bývalý zlodějíček, člen Volavek
- Edvin – chytrý, lékař a kuchař, člen Volavek
- Ingvar – skoro slepý silák a věrný přítel, člen Volavek
- Ulf, Wulf – jednovaječná dvojčata, která se pořád perou, členové Volavek
- Thorn – nejlepších bojovník celé Skandie, přítel Eraka, Hala i Halova otce, kdysi přišel o pravou ruku, bojový vůdce a člen Volavek, byl třikrát maktigem, což zamenná být nejsilnější, sloužil na Vlčím větru
- Erak – skandijský oberjarl - vládce Skandie
- Karina – Halova matka
- Mikkel – Halův otec, zemřel v boji, když byl Hal malý
- Tursgud – syn současného maktiga Skandie, vůdce konkurenčního bratrstva Žraloků, nesnáší Hala
- Lars – jeden z členů Vlčího větru
- Svengal – přítel Eraka, kapitán Vlčího větru
- Hendrik – loďmistr Vlčího větru
- Lotte – tajná láska Hala
- Nina – tajná láska Stiga
- Arndak – obchodník, jehož flotila lodí je přepadena Zavakem
- Ernak – synovec Arndaka
- Gunter Měsíční stopař – mořský vlk na odpočinku, který si objednal loď Volavku, která se stane Halovou, až po Gunterově nečekané smrti
- Anders – konstruktér lodí, pomohl Halovi postavit Volavku
- Helligulf – mladý Skandijec, jeden z členů hlídky Hallasholmského přístavu
- Klaud – člen hlídky Hallasholmského přístavu
- Sigurd – bývalý skirl vlčí lodi, pověřený vedením výcviku bratrstev
- Rollond – vůdce bratrstva Vlků, přítel Hala
- Knut – člen bratrstva Žraloků
- Karel – člen bratrstva Žraloků
- Pedro – člen bratrstva Žraloků
- Ennite – člen bratrstva Žraloků
- Dell – člen bratrstva Vlků
- Anton – člen bratrstva Vlků
- Henjak – člen bratrstva Vlků
- Bjorn – člen bratrstva Vlků
- Gort – pomocník Sigurda, který je přidělen k Volavkám
- Jarst – pomocník Sigurda
- Viggo – pomocník Sigurda
- Borsa – Erakův hilfmann
- Kees Kladivář – člen městské stráže Hallasholmu, zabitý při loupeži andomalu
- Pern Velkoruký – člen městské stráže Hallasholmu, zabitý při loupeži andomalu

### Limmaťané
- Lydia Demareková – umí skvěle střílet z atlatlu, "sestra" bratrstva Volavek
- Bendži – kamarád a vrstevník Lydii, který vlastní malý člun
- Barat Tumansky – vůdce uprchlých Limmaťanů, při obsazení města Zavakem a piráty
- Jonas – pravá ruka Barata
- Wallis – průvodce bažinami pro posádku Vlčího větru

### Magyaranové
- Zavak – pirát, ukradl Andomal (posvátný kámen Skandijcu)
- Andras – první důstojník na Havranu
- Petrak – velitel na palisádě Limmatu v době jejího obsazení
- Rikard – první důstojník na Rejnoku
- Zoltan – zasloužilý pirát na Havranu
- Agrav – pirát, který se nakrátko stal zástupcem Petraka, při prolomení Limmatské brány, byl zabit Lydii
- Vargas – třetí důstojník na Havranu
- Alexander Nagy – kapitán na Rejnoku

### Obyvatelé města Krall
- Morgan
- strážný na molu Dellon

### Obyvatelé města Bayrat
- Gatmeister Doutro
- vězeň Pedr
- správce Doutrova domu Milo
- kuchařka Doutrova domu Dana
- mladý člen služebnictva v Doutrově domu Erlik

### Popisy postav
- Hal Mikkelson – hlavní hrdina příběhu. Potomek skandijského otce Mikkela a Kariny, araluenské ženy. Na Skandijce je drobný a poměrně slabý, ale díky matce má bystrou mysl a je velmi chytrý. Díky němu je jeho matka jediným člověkem, který má ve Skandii potrubí s tekoucí vodou. Hal si díky své chytrosti a vynalézavosti vynalezl také vlastní zbraň - s nezvyklým natahováním, Volavku - loď bratrstva, která na Skandijské lodě nezvyklou velikost i ovládání, respektive uspořádání plachet. Nejen díky tom, ale také díky vrozeným vůdcovským vlohám je zaslouženě vůdcem bratrstva Volavek.
- Thorn – Thorn se stal maktigem třikrát za sebou, což se ještě nikdy žádnému jinému Skandijci nepodařilo. Tento titul je mezi Skandijci jednou z největších poct, neboť ho získá jenom nejlepší bojovník. Při plavbě z bitvy, ve které zemřel Mikkel, jeho nejlepší přítel a Halův otec, přišel o ruku. Thorn kvůli tomu začal svůj smutek utápět v alkoholu. Vyhrabal se z toho až díky tomu, že mu Karina nabídla práci u sebe v jídelně a hlavně nový smysl života, být mentorem Halovi a pomáhat mu na jeho cestě k vůdcovství Volavek.
- Karina – Halova matka, pocházející z Araluenu (oblast ze série Hraničářův učeň). Karina si po smrti manžela a Halova otce vydělává tím, že vede vlastní jídelnu, neboť je vynikající kuchařka.
- Stig – Halův nejlepší přítel. Na rozdíl od Hala je to pravý Skandijec a silák. Ze začátku poměrně pruďas, ale stejně jako Hal moudří a uklidňuje se. Bude z něj vynikající bojovník, až bude dospělým Skandijcem.
- Ingvar – urostlý a velmi silný člen bratrstva, také nejdobrotivější z nich. Ingvar má velmi špatný zrak, takže nevidí dál než na dva kroky. Je velmi plachý a loajální. Často pomáhá Edvinovi. Pro Hala a ostatní členy Volavek by udělal cokoliv.
- Ulf a Wulf – jednovaječná dvojčata, která od sebe nedokáže nikdo rozeznat, nejspíš ani jejich vlastní matka. Občas se naschvál vydávají jeden za druhého, aby ostatní spletli. Neustále se hádají, pokud jim Hal nevymyslí něco, jak je zaměstnat. I přes hádky se mají moc rádi.
- Stefan – vtipálek, který si svým nabroušeným jazykem rád utahuje z druhých, nikdy se ale nestrefuje do slabších. Naopak, popichuje nafoukance přesvědčené o svém světovém významu. Je mistrem v napodobování hlasů. Dokázal napodobit kohokoliv v Hallasholmu. Přítel Jespera. Rád loví ryby a hraje na některé nejspíš brnkací hudební nástroje. Spolu s Jesperem vymyslel ságu o hrdinských činech jejich bratrstva a zpívali je na oslavách jejich návratů z plaveb.
- Jesper – malý a velmi zručný zlodějíček, který to ovšem nedělal kvůli zisku, ale jednoduše nedokázal odolat pokušení. Druhým jeho talentem je utíkat jako vítr. Přítel Stefana. Spolu s ním vymyslel a odzpíval ságu o hrdinských činech bratrstva Volavek.
- Edvin – tichý chlapec, kuchař a zdravotník Volavek, který si vystačí sám, je průměrně šikovný i průměrně pohybově nadaný. Rád čte a plete. Vyniká v počtech. Starostlivý vůči Ingvarovi.
- Lydia – pochází z Limmatu, pobřežního města u Bílého moře. Toto město napadl Zavak s dalšími piráty. Lydia zvládne utéct v malém člunu na volné moře, kde ji nakonec zachrání bratrstvo Volavek. Umí dobře stopovat a střílet z atlatlu. Poté se přidává k bratrstvu Volavek.
- Erak – vysoký a statný skandijec. Je oberjarl, což je vládce Skandie. Vlastní loď Vlčí vítr. V minulosti, když se Thornovy zamotala pravá ruka ve změti lan a třísek na palubě Vlčího větru, mu ji Erak uříznul, aby neskončil přes palubu, kam padala změť lan a třísek. Je přítel velký přítel Svengala a Thorna.